# Eugène Tremblay
Eugène Tremblay (* 20. Februar 1936 in Saint-Hilarion) ist Altbischof von Amos. 

## Leben
Eugène Tremblay empfing am 24. Juni 1962 die Priesterweihe für das Erzbistum Québec.
Papst Johannes Paul II. ernannte ihn am 3. November 1994 zum Weihbischof in Québec und Titularbischof von Succuba.
Der Erzbischof von Québec, Maurice Couture RSV, spendete ihm am 6. Januar des nächsten Jahres die Bischofsweihe; Mitkonsekratoren waren die Weihbischöfe Jean-Paul Labrie und Marc Leclerc aus Québec. 
Am 3. Mai 2004 wurde er zum Bischof von Amos ernannt. Am 22. Februar 2011 nahm Papst Benedikt XVI. sein altersbedingtes Rücktrittsgesuch an.